# Tag Day at Silver Gulch
Tag Day at Silver Gulch è un cortometraggio muto del 1911 prodotto dalla Lubin. Il nome del regista non viene riportato nei credit del film.

## Trama
Al campo minerario di Silver Gulch arriva un giorno il reverendo Asher accompagnato dalla figlia Ruth. I minatori non lo accolgono granché bene, ma l'uomo di chiesa non si scoraggia. Se la tenda dove tiene le sue funzioni resta sempre desolatamente vuota, lui la lascia per andare fuori a cercare di ricondurre le sue pecorelle all'ovile. Bill, uno dei minatori, attratto dalla bella Ruth, è il primo a venir arruolato alla causa. Il pastore cerca i fondi per costruire una chiesa chiedendo ai minatori di contribuire. Dopo varie peripezie, gli uomini del campo si arrendono alle ragioni del reverendo e Bill ottiene la mano di Ruth.

## Produzione
Il film fu prodotto dalla Lubin Manufacturing Company.

## Distribuzione
Distribuito dalla General Film Company, il film - un cortometraggio in una bobina - uscì nelle sale statunitensi il 9 gennaio 1911.